# Integrale della funzione inversa
In matematica, l'integrale di una funzione inversa può essere espresso nei termini della stessa inversa e di una primitiva della funzione non inversa, se questa la possiede. La formula è stata pubblicata nel 1905 da Charles-Ange Laisant.

Illustrazione del teorema

## Enunciato
Sia {\displaystyle f\colon I\to J} una funzione invertibile e strettamente monotona che ammette una primitiva {\displaystyle F}, con {\displaystyle I} e {\displaystyle J} intervalli di {\displaystyle \mathbb {R} }, e sia {\displaystyle f^{-1}\colon J\to I} la sua inversa. Per qualche {\displaystyle c\in J} fissato e per ogni {\displaystyle x\in J} si ha
{\displaystyle \int _{c}^{x}f^{-1}(t)dt=\left[tf^{-1}(t)-(F\circ f^{-1})(t)\right]_{c}^{x},}
da cui il corollario immediato {\displaystyle \int f^{-1}(x)dx=xf^{-1}(x)-(F\circ f^{-1})(x)+C} con {\displaystyle C} costante reale arbitraria.

## Dimostrazione
Se {\displaystyle f^{-1}} è anche derivabile con continuità in {\displaystyle [c,x]}, ricordando che {\displaystyle \int _{c}^{x}f^{-1}(t)dt=\int _{c}^{x}1f^{-1}(t)dt}, per l'integrazione per parti
{\displaystyle \int _{c}^{x}f^{-1}(t)dt=tf^{-1}(t)|_{c}^{x}-\int _{c}^{x}tD[f^{-1}(t)]dt,}
dove {\displaystyle D[f^{-1}(t)]} è la derivata della funzione inversa. Se riscriviamo la funzione identità {\displaystyle t} come {\displaystyle (f\circ f^{-1})(t)} nell'integrale di partenza, poiché {\displaystyle (f\circ f^{-1})(t)D[f^{-1}(t)]=D[(F\circ f^{-1})(t)]} con {\displaystyle F} una primitiva di {\displaystyle f}, per il teorema fondamentale del calcolo integrale otteniamo
{\displaystyle \int _{c}^{x}f^{-1}(t)dt=[tf^{-1}(t)-(F\circ f^{-1})(t)]_{c}^{x}.}
QED.
Tuttavia non è necessario che {\displaystyle f^{-1}(t)\in C^{1}([c,x])} affinché il teorema valga.
Infatti, poiché {\displaystyle f^{-1}} è una mappa biunivoca {\displaystyle [c,x]\mapsto [f^{-1}(c),f^{-1}(x)]}, possiamo usare l'integrazione per parti con cambio di variabili dell'integrale di Stieltjes,
{\displaystyle \int _{c}^{x}f^{-1}(t)dt=tf^{-1}(t)|_{c}^{x}-\int _{f^{-1}(c)}^{f^{-1}(x)}t\,df^{-1}(t)=tf^{-1}(t)|_{c}^{x}-\int _{f^{-1}(c)}^{f^{-1}(x)}f(f^{-1}(t))\,df^{-1}(t).}
L'ultimo integrale è immediato e otteniamo {\displaystyle \int _{c}^{x}f^{-1}(t)dt=tf^{-1}(t)|_{c}^{x}-F(t)|_{f^{-1}(c)}^{f^{-1}(x)}} che può però essere riscritto come
{\displaystyle \int _{c}^{x}f^{-1}(t)dt=(tf^{-1}(t)-F\circ f^{-1}(t))|_{c}^{x}.}
QED.

## Storia
Da quanto è noto, questo teorema è stato pubblicato per la prima volta nel 1905 da Charles-Ange Laisant, e indipendentemente nel 1912 dall'ingegnere italiano Alberto Caprilli nell'opuscolo "Nuove formole d'integrazione", assumendo che {\displaystyle f} o {\displaystyle f^{-1}} sia differenziabile. 
Una versione più generale, libera da questa assunzione, fu proposta da Michael Spivak nel 1965 come esercizio nel suo libro Calculus, e una dimostrazione sotto le ipotesi ridotte è stata pubblicata in letteratura da Eric Key nel 1994.
Il teorema sotto ipotesi ridotte assume solo che {\displaystyle f} (o {\displaystyle f^{-1}}) sia, oltre che integrabile ovviamente, strettamente monotona. La tesi viene dimostrata direttamente usando la definizione di integrale di Darboux. Infatti, se i punti {\displaystyle P=\left\{t_{0},\ldots ,t_{n}\right\}} inducono una partizione nell'intervallo di integrazione (di {\displaystyle f^{-1}}) {\displaystyle [a,b]}, allora {\displaystyle P^{\prime }=\{f^{-1}(t_{0}),\dots ,f^{-1}(t_{n})\}} induce una partizione nell'intervallo di integrazione di {\displaystyle f} (poiché {\displaystyle f^{-1}} è strettamente monotona); si può quindi facilmente dimostrare che
{\displaystyle L\left(f^{-1},P\right)+U\left(f,P^{\prime }\right)=bf^{-1}(b)-af^{-1}(a),}
dove {\displaystyle L} e {\displaystyle U} sono rispettivamente le somme inferiori e superiori di Darboux. Dal risultato precedente segue la tesi poiché le funzioni sono integrabili.
È bene inoltre notare che, in generale, la (stretta) monotonia sia condizione necessaria, oltre che sufficiente, affinché valga la tesi. Ciò è facilmente dimostrabile considerando apposite funzioni invertibili e integrabili appositamente definite a tratti in forma, per esempio, simile a
{\displaystyle f(x)={\begin{cases}x,&{\text{se }}x\in \left[0,{\frac {1}{2}}\right),\\1-{\frac {x}{2}},&{\text{se }}x\in \left[{\frac {1}{2}},1\right].\end{cases}}}